# Convento de Nossa Senhora do Desterro (Lisboa)
O Real Mosteiro de Nossa Senhora do Desterro (o seu título oficial no seio da Congregação de Alcobaça, da qual fazia parte) ou simplesmente Convento do Desterro como era popularmente mais conhecido, é um edifício do século XVI localizado na Rua Nova do Desterro, em Lisboa, Portugal. Foi mosteiro da Ordem de São Bernardo que foi extinto em 1834. Mais tarde foi transformado no Hospital do Desterro.
O edifício original terá sido projetado por Filipe Terzio, com início de obras em 1591, prolongando-se até 1640. O projeto inicial previa que o mosteiro fosse a casa principal da Ordem em Lisboa. Entretanto, o espaço tornou-se num hospício para albergar os frades de São Bernardo que se deslocavam da província até Lisboa.
Ainda recebeu doentes do Hospital Real de Todos os Santos em 1750 quando este sofreu um grande incêndio, mas, pouco depois, foi ele próprio parcialmente destruído pelo sismo de 1755. Restou do imóvel a fachada sóbria e uniforme, própria da arquitectura quinhentista, e os mármores no seu interior. Mesmo assim entre 1786 e o século XIX albergou o antigo Hospital da Marinha. Em 1814 entra a Casa Pia de Lisboa e a Congregação de Alcobaça sai de lá.
A igreja era dedicada à Nossa Senhora do Desterro. Arruinada pelo terramoto de 1755, não foi reconstruída. Os monges cistercienses fizeram da portaria a sua capela provisória, mais tarde restaurada no século XIX.
Em 1898, os edifícios conventuais passaram a subgrupo que englobava o Hospital dos Capuchos e o Hospital de Arroios. Em 2007 o hospital foi fechado e o edifício colocado à venda por 10,75 milhões de euros.